# 中井国芳
中井 国芳（なかい くによし、旧字体: 中井 國芳、1949年7月18日 - ）は、日本の政治家。 民主党所属。堺市議会議員 (8期) 、堺市議会議長、堺市選挙管理委員会委員長を歴任。旭日小綬章受章者。

## 来歴
堺市立美木多小学校、堺市立美木多中学校、堺市立福泉南中学校を経て、堺市立工業高等学校機械科卒業。職歴としては日立造船堺工場、日本電信電話公社に勤めた。日本社会党に入り、1983年 (昭和58年) 堺市議会議員に初当選。その後も当選を重ね、2003年 (平成15年) 5月 第67代堺市議会議長に選出。翌年5月まで議長を務め、2015年まで市議を務めた。

### 選挙管理委員
政治家引退後は堺市選挙管理委員を務めた。委員長を務めていた2022年12月 翌年の堺市長選挙において第20回統一地方選挙の日程で行われる大阪府知事選挙、大阪府議会議員選挙、堺市議会議員選挙と日を合わせず別日程とした。中井は記者に対し「単独で実施した方が、有権者が候補者の施策について理解を深められる。１億１０００万円の費用削減は大きいが、６月に実施する方が有権者のメリットが大きいと考えた」と説明した。

## 選挙歴
- 2003年 堺市議会議員選挙 (定数52) で23位当選(6選)[4]
- 2007年 堺市議会議員選挙 南区選挙区 (定数10) で4位当選(7選)[5]
- 2011年 堺市議会議員選挙 南区選挙区 (定数10) で6位当選(8選)[6]

## 栄典
- 2019年11月 令和元年秋の叙勲で旭日小綬章を受章[7]